# Stuckenia × suecica
Stuckenia × suecica là một loài thực vật có hoa lai ghép trong họ Potamogetonaceae. Loài này được (K.Richt.) Holub miêu tả khoa học đầu tiên năm 1996.